# Hirsutyzm

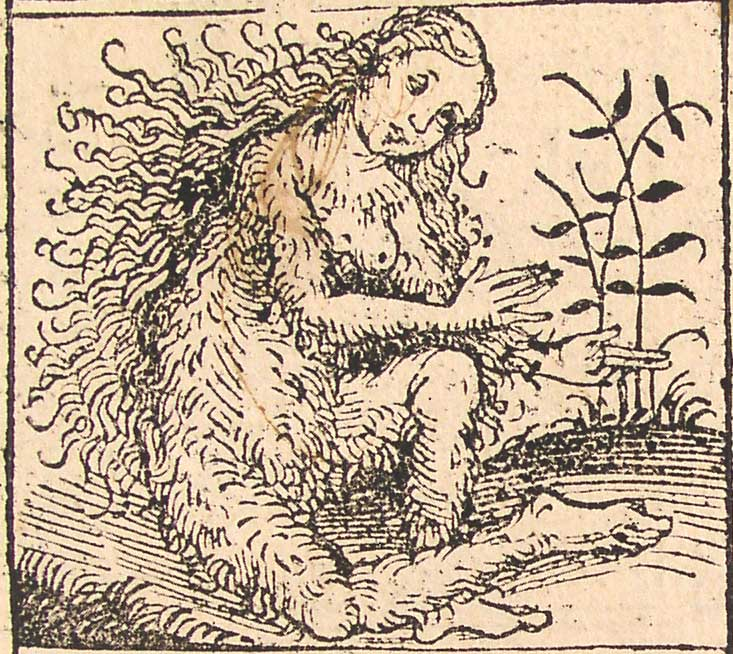
Kobieta z hirsutyzmem opisana w Kronice Norymberskiej (1493)

Hirsutyzm – występowanie nadmiernego owłosienia typu męskiego (owłosienie na twarzy, klatce piersiowej, również wokół brodawek, brzuchu, odcinku krzyżowym, okolicy sromu) u kobiet. W łagodnej formie najczęściej jest pochodzenia idiopatycznego – występuje nadmierna wrażliwość mieszków włosowych na hormony. W bardziej zaawansowanych formach zazwyczaj jest podwyższony poziom androgenów (męskich hormonów). Hirsutyzm może występować rodzinnie, może również pojawić się w czasie ciąży, na skutek przestrojenia hormonalnego organizmu. Może być spowodowany występowaniem nowotworów hormonalnie czynnych (niektóre guzy jajnika, rak nerki oraz rak tarczycy).

## Etiologia
- Hirsutyzm idiopatyczny – stężenie pochodnych testosteronu u tych kobiet jest w zakresie normy.
- Hirsutyzm wtórny:
  - Pochodzenia jajnikowego – może być spowodowany przez guzy jajników wytwarzające androgeny lub przez zespół wielotorbielowatych jajników (najczęstsza przyczyna[1]). Objawy hirsutyzmu pochodzenia jajnikowego to: zaburzenia miesiączkowania, bezpłodność.
  - Pochodzenia nadnerczowego – może być spowodowany przez guzy kory nadnerczy wytwarzające androgeny, zespół Cushinga, zespół nadnerczowo-płciowy, otyłość z cukrzycą typu 2.
  - Spowodowany przez inne zaburzenia endokrynne (rzadkość): akromegalia, niedoczynność tarczycy.
  - Polekowy: spowodowany stosowaniem testosteronu, anabolików, glikokortykosteroidów, ACTH, leków przeciwzapalnych, minoksydylu[2], danazolu.

## Rozpoznanie
- Badanie stężenia testosteronu, dehydroepiandrosteronu oraz androstendionu.
- Badanie ginekologiczne i internistyczne.

Krańcowo nasilone działanie androgenów na organizm kobiety powoduje zespół objawów zwanych wirylizacją.

## Leczenie
Leczenie powinno być przyczynowe. W leczeniu hirsutyzmu na tle nadmiernego poziomu androgenów wykorzystuje się doustne tabletki antykoncepcyjne, ketokonazol, spironolakton, octan cyproteronu, glikokortykosteroidy, finasteryd, flutamid, nilutamid, analogi GnRH, antyandrogeny. Stosuje się leczenie operacyjne (w niektórych przypadkach zespołu Steina-Leventhala, zespołów nadnerczowo-płciowych). W hirsutyzmie idiopatycznym stosuje się różnorodne formy depilacji. 